# Nguyễn Thị Diệu Thảo
Nguyễn Diệu Thảo (sinh 1961), thường được biết với danh xưng cô Diệu Thảo, là một chuyên gia ẩm thực, nhà nghiên cứu giáo dục và ẩm thực nổi tiếng của Việt Nam.

## Thân thế
Tên đầy đủ của cô là Nguyễn Thị Diệu Thảo. Cô sinh ngày 30 tháng 12 năm 1961 tại Sài Gòn, nguyên quán tại Tổng Trung Lộc (nay xã Quế Lộc, huyện Quế Sơn), tỉnh Quảng Nam. Song thân đều xuất thân từ những gia đình có truyền thống Nho giáo ở Quảng Nam, sau dời vào sinh sống tại Sài Gòn. Cô là cháu nội ba đời của Phó bảng Nguyễn Đình Hiến.
Thuở nhỏ, cô học trường Thiên Phước, là một trường dòng thánh Phao-lô và được học chương trình song ngữ Pháp-Việt. Năm 1976, cô tiếp tục theo học tại trường Phổ thông Trung học Trần Quốc Tuấn.

## Sự nghiệp

### Cơ duyên với nghề
Do truyền thống gia đình, từ nhỏ cô được giáo dục về nữ công gia chánh và tỏ ra có năng khiếu trong lĩnh vực này. Chính vì thế, năm 1979, cô theo học ngành Kỹ thuật Nữ công, trường Đại học Sư phạm Kỹ thuật. Sau khi tốt nghiệp vào năm 1983, cô được mời về giảng dạy tại trường Sư phạm Kỹ thuật Phổ thông TP.HCM, đảm nhận các môn Cắt may, Thời trang, Cắm hoa, Kết hoa, Trang trí bánh kem và Nấu ăn. Cũng trong thời gian này, cô bắt đầu cộng tác với Hội Trí Thức Yêu nước (nay là Liên hiệp các hội Khoa học và Kỹ thuật TP.HCM) và đảm nhận môn Thiết kế thời trang đồng thời cộng tác với Nhà Văn hóa Phụ nữ, dạy môn Trang trí bánh kem hơn 10 năm.
Năm 1986, Đài Truyền hình Thành phố Hồ Chí Minh sản xuất chương trình ẩm thực Khéo tay hay làm và đã mời cô tham gia cộng tác tư cách là đầu bếp và là giảng viên Nữ công gia chánh. Về sau, chương trình được đưa đi dự thi Festival các chương trình dạy nấu ăn tổ chức tại Pháp, thể hiện hình ảnh một bữa cơm gia đình của Việt nam và món Tôm rim nước dừa. Đây chính là sự khởi đầu cho công việc hướng dẫn nấu ăn trên Đài truyền hình của cô trong suốt gần 15 năm, hình thành danh xưng "Cô Diệu Thảo".

### Trở thành một chuyên gia ẩm thực danh tiếng
Nhờ những kiến thức dinh dưỡng được đào tạo bài bản, khiếu ẩm thực nhạy bén cộng với lợi thế về kinh nghiệm giảng dạy ở nhà trường, khả năng giao tiếp, cô nhanh chóng xây dựng được thương hiệu riêng của mình về một "đầu bếp Nam Bộ" hướng dẫn cách chế biến các món ăn trên TV.
Gắn bó với công việc dạy nấu ăn trên Đài truyền hình và trở thành gương mặt quen thuộc đối với khán giả truyền hình cả nước trong nhiều năm, cô vẫn tiếp tục phát triển nghề nghiệp chính của mình là giảng dạy, trong một lĩnh vực có những đặc trưng riêng so với một số các môn học phổ thông khác. Năm 1993, cô tiếp tục theo học Cao học về Giáo dục học tại Đại học sư phạm Kỹ thuật và tốt nghiệp năm 1996 với luận văn: Xây dựng chương trình dạy học môn May Công nghiệp, ngành Kỹ thuật nữ công trường Cao đẳng Sư phạm Thành phố Hồ Chí Minh. Năm 2002, cô tham gia Dự án đào tạo giáo viên Trung học cơ sở thuộc Bộ Giáo dục sang Đức khảo sát về chương trình đào tạo cũng như một số quy trình dạy học tiên tiến của Trường Đại học Potsdam, là một trường có thế mạnh trong đào tạo môn Công nghệ - Kinh tế gia đình tại Đức và về nước, tham gia xây dựng chương trình đào tạo ngành Kinh tế gia đình, được sử dụng làm chương trình khung cho cả nước trong đào tạo giáo viên Kinh tế Gia đình cho đến nay.
Trong thời gian này, cô đã nhận lời làm Tư vấn cho nhiều cơ sở về ẩm thực mà về sau trở nên nổi tiếng trong giới ẩm thực Sài Gòn như Bún ta, Phở ta, Cà phê Corner, Nhà hàng WE, WE Lounge, Shabu Kichu, khu ẩm thực Quê Việt, quán ăn Ngon 138 với mô hình ẩm thực độc đáo, mới lạ. Từ năm 2002, cô được nhiều công ty, nhà hàng trong nước cũng như ngoài nước mời cô tư vấn về ẩm thực, báo cáo hay tham gia những dự án về tìm hiểu món ăn Việt Nam, nấu ăn trong tuần lễ ẩm thực Việt Nam... Cô chu du qua hơn 15 nước khác nhau, để đem tinh hoa ẩm thực Việt Nam giới thiệu ra giới ẩm thực thế giới.
Năm 2004, nhận lời mời của Khách sạn 5 sao Kathmandu (Nepal), cô cùng 4 đầu bếp hàng đầu của Việt Nam thực hiện tháng ẩm thực Việt Nam tại khách sạn, thu hút hơn 20.000 lượt khách đến thưởng thức ẩm thực Việt Nam tại đây. Năm 2006, cô tham gia chương trình lễ hội ẩm thực kéo dài 2 tuần của trường Đại học HungKuang, Đài Loan nhân dịp kỷ niệm 40 năm thành lập trường. Trong dịp này, cô đã hướng dẫn cho sinh viên của trường Đại học HungKuang thực hiện những món ăn Việt Nam, tham gia các buổi hội thảo, tọa đàm về tìm hiểu văn hóa ẩm thực Việt Nam cùng các chuyên gia ẩm thực của trường.

### Không ngừng học hỏi
Không ngừng lại ở chỗ là một thạc sĩ và một chuyên gia ẩm thực, từ năm 2005, cô còn thực sự là một thành viên của Hiệp hội đầu bếp chuyên nghiệp Sài Gòn, với số thứ tự 131, số hiệu P146. Việc gia nhập với Hiệp hội đầu bếp chuyên nghiệp Sài Gòn giúp cô thêm nhiều cơ hội trao đổi về kiến thức nghề nghiệp. Năm 2007, cô trở thành giảng viên giảng dạy các môn Món ăn Việt Nam, Món ăn các nước, Văn hóa ẩm thực Việt Nam, Lý luận dạy học môn Kinh tế gia đình, Phương pháp dạy học môn Kinh tế gia đình và Văn hóa ẩm thực các nước thuộc chuyên ngành Kinh tế gia đình và chuyên ngành Việt Nam học tại Trường Đại học Sài Gòn.
Năm 2009, cô bảo vệ thành công Luận án Tiến sĩ Giáo dục học chuyên ngành Lý luận và Phương pháp dạy học ngành Công nghiệp tại Hội đồng cấp nhà nước tổ chức tại trường Đại học Sư phạm Hà Nội.
Cô còn là một thành viên có những đóng góp tích cực cho Viện ẩm thực Việt Nam qua các công trình và bài viết tìm hiểu về bản sắc ẩm thực Việt Nam, về mô hình cho Bếp Việt và hành trình tìm ra chuẩn món Phở Việt Nam.

## Quan điểm nghề nghiệp
"Cô Diệu Thảo" cho rằng nếu chỉ có tố chất khéo léo và sự chú tâm học hỏi, chưa hẳn đã trở thành một đầu bếp giỏi. Trên hết, sự sáng tạo và suy nghĩ độc đáo mới giúp người nấu bếp khẳng định tay nghề và đẳng cấp của mình. Người đầu bếp muốn có được thành công thì không phải chỉ chăm chỉ mà phải thực hành thường xuyên và không ngừng học hỏi, cải tiến, không chỉ có sự cần cù mà cần có năng khiếu bẩm sinh, có vị giác tinh tế, sự thông minh và kiến thức cơ bản về ẩm thực. Người đầu bếp có thể học cách làm bếp từ nhiều người khác nhau và nhiều nguồn khác nhau nhưng phải biết biến hóa thành cái riêng của mình chứ không chỉ đơn thuầnn là bắt chước và làm theo công thức có sẵn. Với cô Diệu Thảo, trong nghề đầu bếp phải luôn có ý thức cao khi chế biến, có sự sáng tạo trong trình bày món ăn. Coi việc thực hiện một món ăn như đang hoàn thành một tác phẩm nghệ thuật, để hết tâm trí và sự say mê vào tác phẩm, biết nâng niu và coi trọng các thực phẩm khi chế biến. Kinh nghiệm và bằng cấp cũng không thể làm được điều này. Cái thiếu của đầu bếp Việt Nam hiện nay là thiếu sự đào tạo căn bản, do đó khi bước vào nghề này, cần có sự năng động, luôn biết cập nhật thông tin, trau dồi ngoại ngữ để có thể học và đọc tài liệu nước ngoài và giao lưu học hỏi từ bè bạn Á, Âu. Để thành công thì dù ở vai trò là một người đầu bếp hay một giảng viên, cũng cần phải biết lăn xả vào khó khăn, làm hết sức mình. Thất bại cũng sẽ là bài học để lần sau làm tốt hơn, không sợ bất kỳ áp lực hay khó khăn nào.

## Các công trình và sách đã xuất bản
Giáo trình
- Giáo trình Món ăn Việt Nam, Nhà xuất bản Đại học sư phạm Hà nội, 2003
- Giáo trình Món ăn các nước, Nhà xuất bản Đại học sư phạm Hà nội, 2005
- Giáo trình Lý luận dạy học môn Kinh tế gia đình, Nhà xuất bản Đại học sư phạm Hà nội, 2005
- Giáo trình Phương pháp dạy học môn KTGĐ, Nhà xuất bản Đại học sư phạm Hà nội, 2007
- Giáo trình Lý luận dạy học môn KTGĐ, Nhà xuất bản Đại học sư phạm Hà nội, 2007
- Giáo trình Văn hóa ẩm thực Việt Nam, Nhà xuất bản Đại học sư phạm Hà nội, 2007
- Giáo trình Hoa trang trí, Nhà xuất bản Đại học sư phạm Hà nội, 2007
- Giáo trình Tổ chức cuộc sống gia đình, Nhà xuất bản Đại học sư phạm Hà nội, 2007

Sách hướng dẫn nấu ăn
- Một số món điểm tâm thông dụng, dùng làm sách tham khảo cho sinh viên ngành Kỹ thuật Nữ Công.
- Thủy sản trong món ăn miền Nam, báo cáo hội thảo khoa học do Hội khoa học công nghệ lương thực và thực phẩm Việt Nam (VAFoST) tổ chức tháng 3/2005
- Các món điểm tâm thông dụng, Nhà xuất bản Phụ nữ, 2002
- Món ăn đặc sắc, Nhà xuất bản Phụ nữ, 2003
- Các món ăn miền Nam được ưa chuộng, Nhà xuất bản Phụ nữ, 2003
- Bánh mứt xôi chè, Nhà xuất bản Phụ nữ, 2004
- Các băng video và VCD dạy nấu ăn do Trung tâm dịch vụ truyền hình, Đài truyền hình Thành phố Hồ Chí Minh sản xuất từ năm 1996 cho đến nay.
- VCD hướng dẫn quy trình dạy học mô-đun Nấu ăn, môn Công nghệ 9, Nhà xuất bản Giáo dục, Công ty cổ phần học liệu, 2004
- 100 món ngon đổi bữa, Nhà xuất bản Phụ nữ, 2006
- Món ngon ngày chủ nhật, Nhà xuất bản Phụ nữ, 2006
- Các món ăn chế biến từ tôm, Nhà xuất bản Phụ nữ, 2007
- Các món ăn chế biến từ cá, Nhà xuất bản Phụ nữ, 2007
- Các món ăn chế biến từ thủy sản, Nhà xuất bản Phụ nữ, 2007
- Bò 70 món, Nhà xuất bản Phụ nữ, 2007
- Món ăn gia đình, Nhà xuất bản Phụ nữ, 2008
- Các món ăn thuần Việt, Nhà xuất bản Phụ nữ, 2009
- 30 thực đơn bổ dưỡng, dễ nấu, tập 1 và 2, Nhà cuất bản Phụ nữ, 2010

Báo chí
- Món gỏi, báo Mực tím số Xuân 2001
- Món giải khát, báo Mực tím số đặc biệt Xuân 2002
- Thưởng thức món ăn mùa thu, báo Mực tím số Đặc biệt Mùa thu 2002
- Ẩm thực: bốn món hải sản, Cẩm nang tiêu dùng, báo Sài gòn tiếp thị tháng 9/2002
- Ẩm thực: bốn món hải sản, Cảm nang tiêu dùng, báo Sài gòn tiếp thị tiếp thị tháng 10/2002
- Thực đơn gia đình, tạp chí Bếp gia đình, xuất bản 2004
- Lãng mạn hoa, báo Mực tím số đặc biệt tháng 8/2005
- Chuyên mục Nghệ thuật ẩm thực, tạp chí Khoa học phổ thông từ năm 2004 đến nay
- Câu lạc bộ Đầu bếp nhí, báo Khăn quàng đỏ
- Chuyên mục Đầu bếp gia đình, tạp chí Món ngon từ tháng 7/2005 đến nay